# 济协乡
济协乡，是中华人民共和国四川省成都市崇州市曾经下辖的一个乡。2019年12月，撤镇济协乡，将原济协乡所属行政区域划归道明镇管辖。

## 行政区划
济协乡撤销前下辖以下地区：
协和社区、文昌村、济民村、双凤村和天宫村。